# 光雲寺 (豊岡市)
光雲寺（こううんじ）は、兵庫県豊岡市宮井241にある禅宗曹洞宗の寺院。本尊は釈迦弁尼仏である。

## 歴史
元々は真言宗であったが、1624年（寛永元年）の火事により焼失し、1673年（延宝元年）養源寺徳外和尚により禅宗となる。1836年（天保7年）に寺を現在地に移転した。梵鐘は1950年(昭和25年)再鋳造され、1980年(昭和55年)に本堂屋根の大修理が行われ、2005年(平成17年)には庫裏及び離れが改新築され、境内は一新された。

## 文化財
十一面観音立像
- 1977年（昭和52年）11月１日に豊岡市指定文化財になる[1]。以前は宮井辻堂付近にあったが、1919年（大正8年）の宮井の大火の年、光雲寺に移された[4]。